# Isa TKM (banda sonora)
Isa TKM es la banda sonora original de la serie homónima de Nickelodeon Latinoamérica, con once temas interpretados por sus protagonistas: María Gabriela de Faría como Isa Pasquali, Reinaldo Zavarce como Alex Ruíz, Micaela Castelotti como Linda Luna y Milena Torres como Cristina Ricalde, con la adición de Dennis Smith como Rey Galán. El formato físico de este álbum fue un éxito alrededor de Latinoamérica, logrando posicionarse en el Top 10 de México, Colombia, Argentina, Venezuela y Brasil.

## Lista de canciones
| Isa TKM |                       |                                              |          |  |
| N.º     | Título                | Intérpretes                                  | Duración |  |
| 1.      | «Ven a Bailar»        | Elenco de Isa TKM                            | 2:54     |  |
| 2.      | «Vamos a Vivir»       | Elenco de Isa TKM                            | 3:26     |  |
| 3.      | «Ella Tiene un Amor»  | Micaela Castelotti                           | 3:40     |  |
| 4.      | «Nada Puede Más»      | Micaela Castelotti                           | 4:16     |  |
| 5.      | «Y Abrir Los Ojos»    | Reinaldo Zavarce y Maria Gabriela de Faria   | 3:40     |  |
| 6.      | «La Princesa»         | Maria Gabriela de Faria                      | 3:14     |  |
| 7.      | «Yo Digo»             | Milena Torres                                | 2:58     |  |
| 8.      | «Amigas como Tú»      | Maria Gabriela de Faria y Milena Torres      | 4:09     |  |
| 9.      | «Para Mí»             | Maria Gabriela de Faria y Micaela Castelotti | 3:22     |  |
| 10.     | «Te Habla Mi Corazón» | Maria Gabriela de Faria y Reinaldo Zavarce   | 3:32     |  |
| 35:00   |                       |                                              |          |  |

## Historial de lanzamiento
| País      | Fecha                 | Sello      | Formato      |
| --------- | --------------------- | ---------- | ------------ |
| Argentina | 17 de febrero de 2009 | Sony Music | CD y digital |
| Colombia  | 18 de febrero de 2009 | Sony Music | CD           |
| Chile     | 23 de febrero de 2009 | Sony Music | CD           |
| Venezuela | 24 de febrero de 2009 | Sony Music | CD           |
| México    | 28 de febrero de 2009 | Sony Music | CD y digital |
| Brasil    | 17 de junio de 2009   | Sony Music | CD y digital |

## Posicionamiento y certificaciones
| Posición (2009)             | Puesto más alto |
| --------------------------- | --------------- |
| Top 10 Álbumes de Venezuela | 1               |
| Top 20 Álbumes de Brasil    | 8               |
| Top 100 Álbumes de México   | 1               |

| País   | Certificado |
| ------ | ----------- |
| Brasil | Platino     |

## Créditos
- Pablo Durand y Fernando López-Rossi (composición, producción artística y dirección musical)
- Diego Ortells y Matías Zapata (teclados, arreglos y programación)
- Sergio Pérez y Peter Akselrad (guitarras)
- Guillermo Vadalá (bajos)
- Jota Morelli (baterías)
- Magalí Bachor, Dennis Smith, Willy Lorenzo y Anabella Levy (coristas)
- Nicolás Kalwill y Alan Gonzáles (ingenieros de grabación)
- Daniel Ianniruberto (ingeniero de mezcla)
- A&P Studios, El Charquito y El Pie (locaciones de grabación)
- El Charquito (locación de mezcla)
- Nicolás Kalwill / Estudios TM (masterizador)

Fuente: Allmusic